# Castellà d'Amposta
El castellà d'Amposta era una de les dues dignitats més altes de l'orde de Sant Joan de Jerusalem que hi havia a la Corona d'Aragó, juntament amb el Prior de Catalunya.

## Història
De tota manera, no sempre va ser així, ja que fins al 1312, amb la integració dels béns de l'orde del Temple a l'orde de l'Hospital, només existia la Castellania d'Amposta, fou a partir d'aquesta incorporació quan es dividí el patrimoni hospitaler en dos priorats, malgrat que el d'Amposta tingués el nom de Castellania.
Tot i titular-se castellà d'Amposta, ja que el castell d'Amposta fou cedit per Ramon Berenguer IV als hospitalers, i que el 1280 aquest castell tornés a ser recuperat pel rei, el castellà no residia a Amposta sinó que ho feia a Saragossa, concretament al convent de San Juan de los Panetes, al costat de la basílica del Pilar o bé en alguna comanda que els era pròpia.
Els castellans d'Amposta foren sovint homes de confiança del monarca i s'encarregaren de funcions culturals, com ara fra Johan Ferrández d'Heredia (1346-1376), home de confiança de Pere III el Cerimoniós.
També foren militars i diplomàtics al servei del rei com ara fra Joan de Vilagut (1428-1444), fra Pere Ramon Sacosta (1446-1461) o fra Bernat Hug de Rocabertí (1461-1485).
El darrer castellà d'Amposta fou l'infant Francesc de Paula de Borbó, fill de Carles IV, tot i que les males veus deien que era fill del ministre Manuel Godoy i la reina. A causa d'aquests rumors les Corts de Cadis l'inhabilitaren en la successió a la corona. L'any 1851 renuncià als seus drets com a castellà a causa de l'establiment de l'estat liberal i modern i no s'elegí cap successor.